# Instituto de Virologia de Wuhan
O Instituto de Virologia de Wuhan é um instituto de pesquisa sobre virologia administrado pela Academia Chinesa de Ciências e encontra-se localizado no distrito de Jiangxia, em Wuhan. Em 2015, foi aberto neste instituto o primeiro laboratório de biossegurança de nível 4 na China continental.

## Centros de investigação
O Instituto possui os seguintes centros de investigação:
- Centro de enfermidades infecciosas emergentes;
- Centro de Recursos de Vírus e Bioinformática da China;
- Centro de Microbiologia Aplicada e Ambiental;
- Departamento de Bioquímica Analítica e Biotecnologia;
- Departamento de Virologia Molecular.

## Suspeita do novo coronavírus ter se originado no Instituto
Há rumores de que o Instituto foi a origem da pandemia de COVID-19 como resultado de alegações de pesquisa com armas biológicas,  conceito que alguns especialistas dos Estados Unidos rejeitaram, observando que o Instituto não era adequado para pesquisas com armas biológicas, que a maioria dos países abandonou as armas biológicas por serem infrutíferas e que não havia evidências de que o vírus fosse geneticamente modificado. Em fevereiro de 2020, o especialista em vírus e investigador líder mundial em coronavírus Trevor Bedford observou que "a evidência que temos é que as mutações no vírus são completamente consistentes com a evolução natural". Por outro lado, mesmo antes do início da pandemia, alguns virologistas questionaram se experimentos anteriores sobre a criação de novos coronavírus em um laboratório (realmente feitos) justificavam o risco potencial de liberação acidental.
Durante uma entrevista coletiva na Casa Branca em 15 de abril de 2020, o presidente norte-americano Donald Trump disse que o governo dos EUA está tentando determinar se o vírus COVID-19 emanou do Instituto. O presidente disse que estava ciente dos relatórios e disse: "Estamos fazendo um exame muito minucioso dessa situação horrível que aconteceu". Também em uma entrevista à Fox News, o secretário de Estado Mike Pompeo disse: "sabemos que esse vírus se originou em Wuhan, na China" e que o Instituto de Virologia de Wuhan fica a apenas alguns quilômetros do mercado de animais suspeito de ter sido onde se originou o vírus SARS-CoV-2.
Também em abril de 2020, o descobridor do HIV e ganhador do Prêmio Nobel de Medicina de 2008, Luc Montagnier afirmou que o novo coronavírus foi fabricado acidentalmente no laboratório chinês de Wuhan.
No entanto, em 18 de abril de 2020, o Instituto negou as acusações e informou que nenhum de seus funcionários foi contaminado.